# Oncorhynchus gilae
Espèce
Statut de conservation UICN

 EN B2ad+3c : En danger

Oncorhynchus gilae est une espèce de saumon.

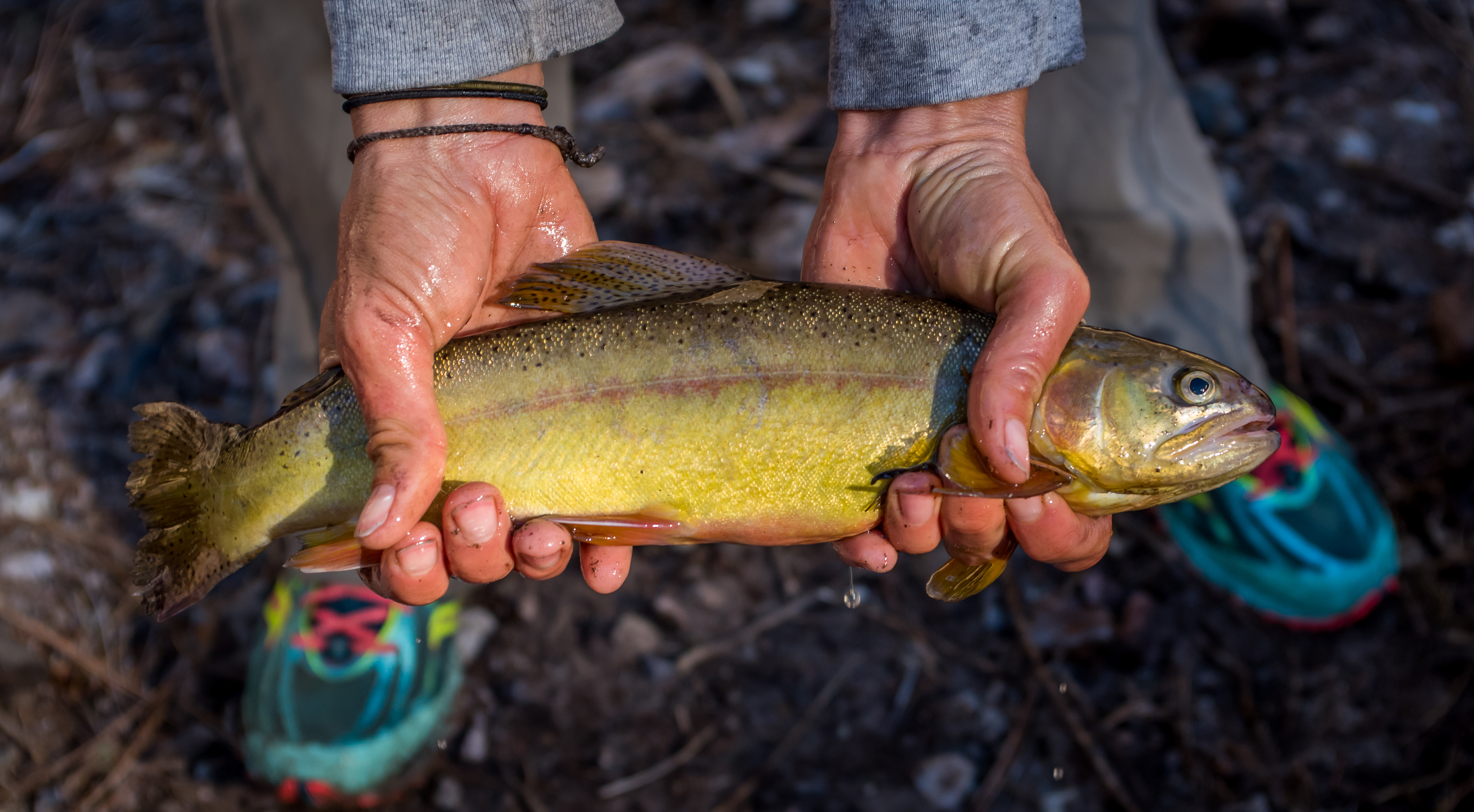